# Cabezas Rubias
Cabezas Rubias – gmina w Hiszpanii, w prowincji Huelva, w Andaluzji, o powierzchni 108,65 km². W 2011 roku gmina liczyła 811 mieszkańców.